# Tanjidor

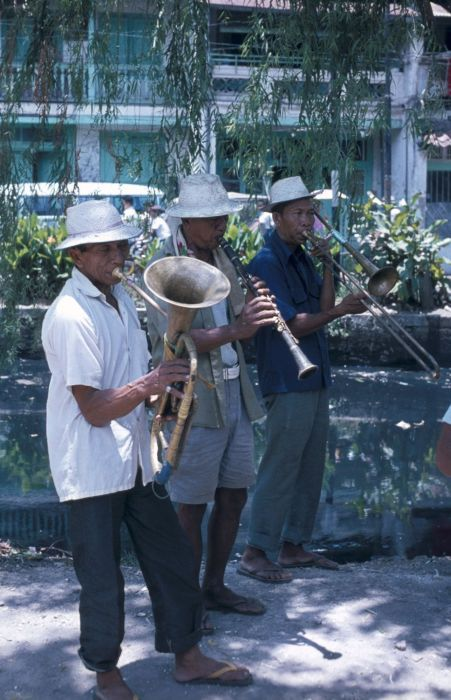
Drei Tanjidor-Spieler mit strimbas (Helikon), klarinet (Klarinette) und trombon (Posaune)

Tanjidor, seltener Orkes Kompeni, ist ein im 18. bis 19. Jahrhundert während der niederländischen Kolonialzeit in Batavia (heute Jakarta) an der Nordküste der indonesischen Insel Java entstandenes Unterhaltungsorchester. Musiker der Betawi-Volksgruppe spielen im Freien auf Blechblasinstrumenten eine europäischen Märschen ähnliche Musik mit niederländischen, chinesischen und javanischen Einflüssen. Tanjidor gilt heute manchmal als eine Art traditioneller indonesischer Jazz.

## Entstehung und Verbreitung
Die Niederländische Ostindien-Kompanie (VOC) gründete 1619 in der Hafenstadt Batavia einen Handelsposten. Bis Anfang des 19. Jahrhunderts bestand die einheimische Bevölkerung (pribumi) Batavias, das 1799 zur Hauptstadt Niederländisch-Indiens wurde, nur aus wenigen Javanesen aus der Umgebung. Drei Viertel der indonesischen Einwohner waren Zuwanderer aus Bali, Sulawesi und anderen ostindonesischen Inseln. Ein großer Teil der Bevölkerung Batavias waren Portugiesen, Araber, Chinesen und ehemalige indische Sklaven. Ab dem 17. Jahrhundert brachten die Niederländer katholisch getaufte Sklavenarbeiter aus den früheren portugiesischen Kolonien in Indien nach Indonesien. Diese sprachen einen portugiesischen Dialekt und wurden Mardijker genannt. Das Wort geht auf Sanskrit mahardika („steuerbefreit“) zurück, das auch dem indonesischen merdeka („Freiheit“) zugrunde liegt. Eine weitere Gruppe hieß Papangers. Name und Herkunft gehen auf die Papango, eine Volksgruppe der nordphilippinischen Insel Luzon, zurück. Sie wurden von den Niederländern als Kriegsgefangene nach Batavia gebracht, wo sie viele Jahre als Soldaten der VOC zu dienen hatten, bevor sie den Status als freie Bürger erhielten. Über die ersten 200 Jahre blieb die unterschiedliche Herkunft der Betawi genannten Einwanderungsbevölkerung in Batavia und Umgebung erkennbar. Das indonesische Wort Betawi ist vom Namen der Stadt abgeleitet, auf Niederländisch wurden sie Batavianen genannt. Bis zum Ende des 19. Jahrhunderts verschmolzen sie zu einer einheitlichen Bevölkerungsgruppe mit einer besonderen Kultur, in der bis heute Reste der ursprünglichen Vielfalt erhalten geblieben sind.
Tanjidor ist von portugiesisch tanger, „ein Musikinstrument spielen“, und tangedor, „Musiker“, abgeleitet. In Portugal wurde darunter der Spieler eines Streichinstruments verstanden. Das Wort entstand folglich zu einer Zeit, als in Batavia noch Portugiesisch gesprochen wurde. Die Musik diente im 18. und 19. Jahrhundert wohl zur Unterhaltung für die wohlhabenden Landeigentümer; deren Arbeiter spielten ihnen europäische Märsche sowie Volkstänze und daneben indonesische und chinesische Lieder vor. Die Instrumente wurden passend zum jeweiligen Musikstil ausgewählt. Als die institutionalisierte Sklaverei Mitte des 19. Jahrhunderts verschwunden war, blieben einheimische Musiker, die europäische Instrumente spielen konnten, weiterhin für Militärparaden und Festveranstaltungen gefragt. Die grundsätzlich aus männlichen Mitgliedern bestehenden Musiktruppen konnten sich im Regierungsauftrag an offiziellen Veranstaltungen und Musikwettbewerben beteiligen.
Spätestens seit Anfang des 20. Jahrhunderts zogen Tanjidor-Musikgruppen regelmäßig an Feiertagen in den Vierteln von reichen Chinesen (peranakan, die in der Kolonialzeit eingewanderten Chinesen und deren Nachkommen) und Niederländern von Haus zu Haus, um gegen Trinkgeld aufzuspielen. 1955 verbot die Stadtverwaltung diese Praxis mit der Begründung, einheimische Musiker sollten sich nicht von Chinesen als Bettler behandeln lassen. Tanjidor verschwand aus dem Straßenbild. Es blieben Musikaufführungen vor eigenem, peranakan- und pribumi-Publikum bei Hochzeiten, Beerdigungen, Beschneidungen und Erntedankfeiern. Bei chinesischen Beerdigungen waren während der Kolonialzeit Bands beliebt, die auf dem Weg zum Friedhof die Trauerzüge mit der Melodie von Auld Lang Syne (indonesisch Janjii Tua) anführten.  Tanjidor ist auch eine ideale Musik für chinesische Tempelfeste.
Der europäisch beeinflusste Tanjidor ist nur eine der von Einwanderern während der Kolonialzeit um Batavia entwickelten darstellenden Künste. Chinesischer Einfluss zeigt sich in der Betawi-Kultur im Tanz Cokek (tari Ciokek), der Operette Lenong und dem Musikstil Gambang Kromong, dagegen wird der Betawi Cokek-Tanz von balinesischen Gamelan-Instrumenten begleitet. Das Schattenspiel Wayang Kulit Betawi ist eine lokale javanische Variante; aus Westjava stammt auch der Jaipongan-Tanz. Einen arabisch-islamischen Hintergrund haben der in der Region weit verbreitete Zapin-Tanz sowie die Musikstile Gambus und Rebana. Im portugiesischen Kroncong-Gesang, der im 18. Jahrhundert bei den Betawis angekommen war, werden malaiische Pantun-Verse im lokalen Betawi-Dialekt vorgetragen und von europäischen Musikinstrumenten begleitet.
Tanjidor gilt als in Batavia entwickelter Musikstil, dennoch gibt es ähnliche Orchesterbesetzungen, die möglicherweise Nachahmungen sind, in Südsumatra um Palembang und um Westkalimantans Hauptstadt Pontianak. Im Stadtzentrum von Jakarta gibt es keine Tanjidor-Musikgruppen. Die Heimat der Tanjidor-Musiker sind die Randbezirke innerhalb des heutigen Großraums Jabodetabek wie Depok, Cibinong und Citeureup halbwegs Richtung Bogor im Süden, Jonggol im Südosten, Tangerang im Westen und einige Orte um Bekasi im Osten.

## Spielweise

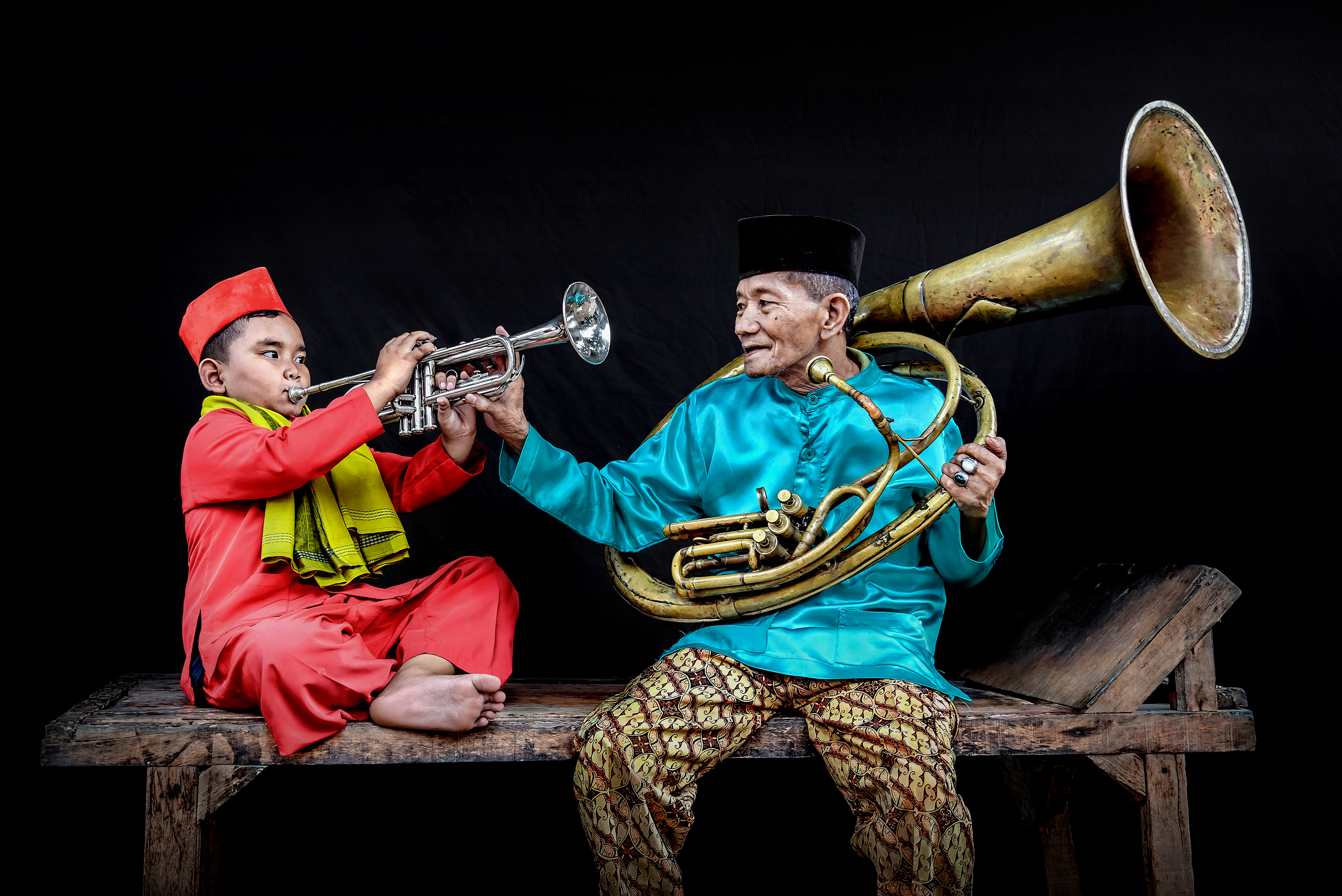
Tanjidor-Musiker mit Trompete und Helikon

Die Melodieinstrumente beim Tanjidor sind europäische Blasinstrumente wie Helikon oder Tuba, Posaune, Trompete, Saxophon und Klarinette. Die Klarinette übernimmt die Melodieführung ähnlich dem sundanesischen (westjavanischen) Doppelrohrblattinstrument tarompet oder der Fiedel rebab, während das Helikon in den vom sundanesischen Gamelan beeinflussten Stücken zwischen den Grundrhythmus bläst und damit die Rolle des Buckelgongs kempul beim Gamelan übernimmt. Die Schlagzeuger verwenden für Marschmusik kleine Trommeln (tambur), Fasstrommeln und Becken. Auf die Trompete kann verzichtet werden, gelegentlich ergänzt eine Violine oder die zweisaitige chinesische Fiedel tehyan das Spiel. 
Märsche und Walzer bilden das ursprüngliche Standardrepertoire. Populäre javanische Stile wie Jaipongan oder Dangdut lassen sich alternativ in Tanjidor-Besetzung aufführen. Hierbei werden anstelle der mit Stöckchen geschlagenen europäischen Perkussionsinstrumente mit den Händen geschlagene indonesische Trommeln (kendang und tambur), Gongs (kenong oder gong angkog), große Becken, kleine Handzimbeln (kecrek) oder manchmal Metallophone eingesetzt. Eine seit den 1890er Jahren beliebte und gelegentlich bis heute gespielte Melodie ist La Paloma.
Tanjidor gehört noch in geringem Maß zu öffentlichen und privaten Festen. Das chinesische Neujahrsfest wird mit Musik (unter anderem Tanjidor) und Theateraufführungen wie dem barongsai (Löwentanz) begangen. Bei kleineren Dorffesten und Familienfeiern werden heute oftmals aus Kostengründen keine großen Tanjidor-Orchester mehr gebucht, weil diese teurer sind als eine aus nur zwei oder drei Musikern bestehende Dangdut-Gruppe, die mit Keyboard und E-Gitarre für ebenso laute Unterhaltung sorgt. Die meisten Tanjidor-Musiker können nur nebenberuflich auftreten, sie werden zu selten gebucht, um von der Musik leben zu können. Ihre Blasinstrumente stammen aus der Kolonialzeit und sind kaum ersetzbar.
Der niederländische Musikethnologe Jaap Kunst erwähnt in seinem Standardwerk Music in Java von 1949 Kroncong nur an einer Stelle eher geringschätzig und Tanjidor überhaupt nicht, da beide keine traditionellen Stilrichtungen sind. Im Unterschied zum melancholischen, in seinen simplen Melodien europäischen Schlagern vergleichbaren Kroncong, der kaum indonesische musikalische Anteile enthält, ist mit dem Tanjidor ein äußerst lebhafter und virtuoser Stilmix entstanden, der zwar kein eigenes Repertoire entwickelt hat, aber dafür in der Aufführungspraxis kreative Anleihen macht.

## Diskografie
- Betawi & Sundanese Music of the North Coast of Java. Topeng Betawi, Tanjidor, Ajeng. (Music of Indonesia 5) Smithsonian/Folkways, 1994. Produziert von Philip Yampolsky